# لایمستون کست
لایمستون کست (به انگلیسی: Limestone Coast) یکی از سیزده ناحیه ایالت استرالیای جنوبی است. لایمستون کست نامی است که از اوایل سده۲۱ به ناحیه جغرافیایی و توریستی در استرالیای جنوبی اشاره می‌شود که متصل به خط ساحلی و هم‌مرز با ایالت ویکتوریا است.